# Tabacalera (Tarragona)
La Fàbrica de Tabacs de Tarragona, més coneguda com a Tabacalera, és una antiga fàbrica de tabac catalogada com a monument i protegida com a bé cultural d'interès local. L'ajuntament de la ciutat n'és el propietari i n'ha restaurat algunes parts.

## Descripció
Es tracta d'un conjunt de grans dimensions amb diferents edificis al voltant d'una plaça. La façana principal, obra de l'arquitecte Quesada, és decorada amb motius clàssics. El conjunt de carreus i la pedra artificial donen lloc als paraments verticals, amb pilastres adossades rematades per capitells florals.
L'entrada principal disposa d'un cos amb motius clàssics en la decoració. Hi ha un parell de pilastres que emmarquen la porta i l'uneixen amb els dos cossos laterals, que disposen de tres escultures al cim, a través d'un mur-tanca amb tres arcs de mig punt amb reixa de ferro i una balustrada decorada amb quatre copes.
Als edificis principals, la planta baixa presenta una successió de finestres amb arcades de mig punt, mentre que al pis les finestres són allindanades. Les façanes són coronades per un entaulament arquitravat, frisos i cornises, frontons i estàtues a la part més alta.

## Història

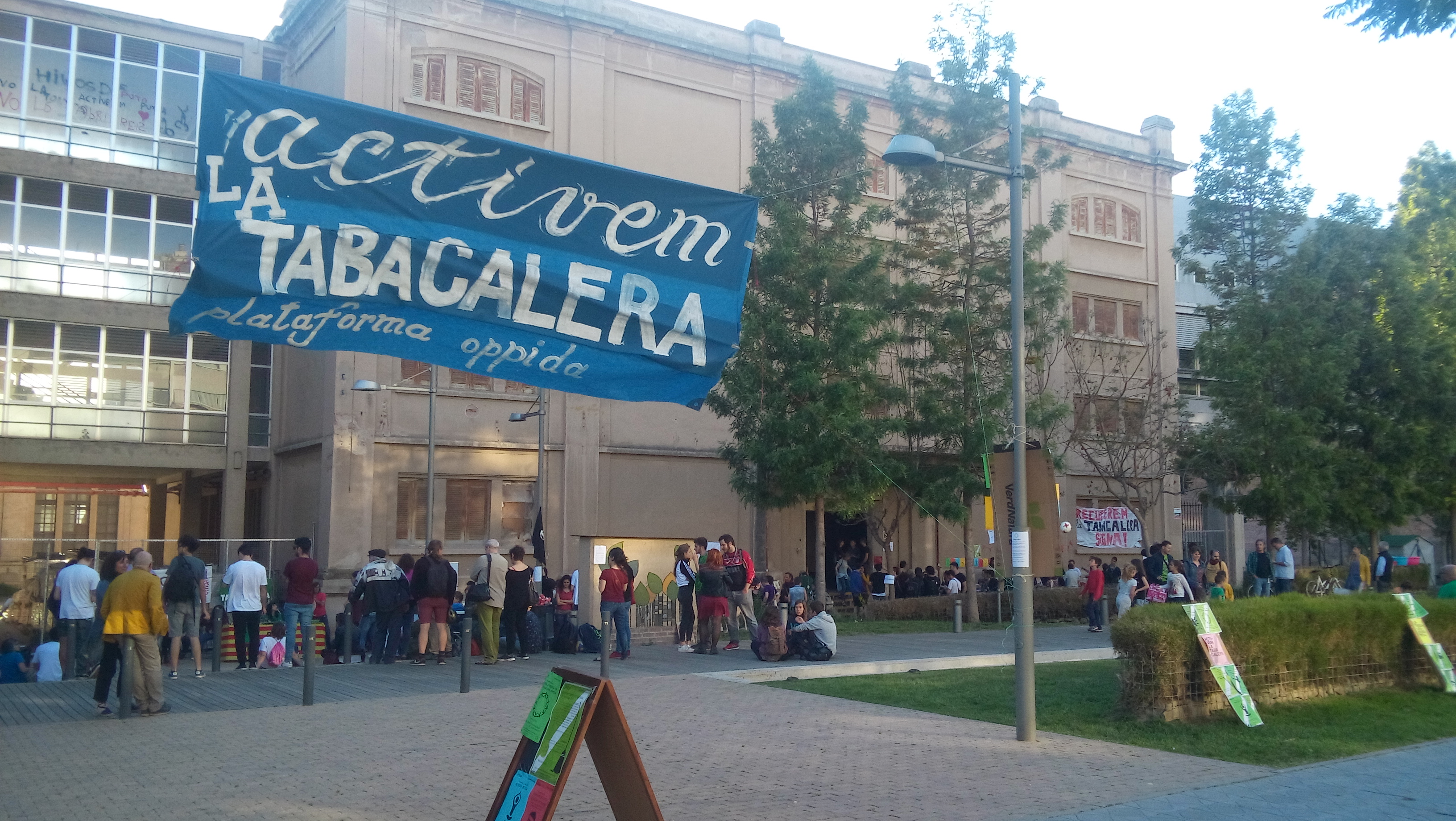
Ocupació temporal d'una part del complex (2017)

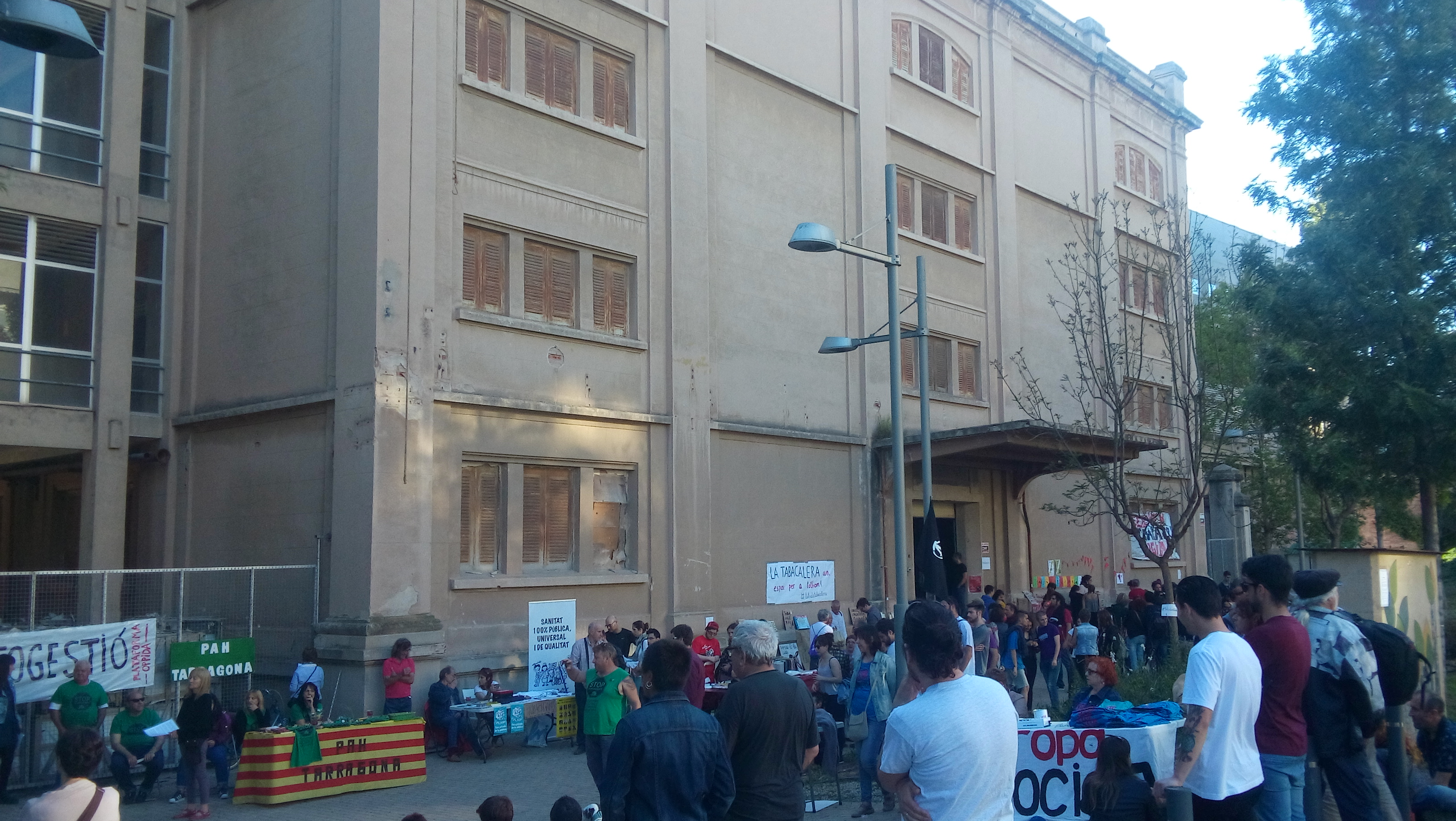
Ocupació temporal d'una part del complex (2017)

L'any 1922 s'adquirien els 68.000 m2 de sòl per a realitzar el projecte de la factoria per part de l'equip d'enginyers de la companyia arrendadora de tabacs, integrat per Josep Guerra, Carles Dendariene, Josep Gasset i Josep Delgado, sota la direcció de Francesc Bastos i Ansart.
El 1923 es posava la primera pedra. Seguiren les obres sota la direcció de l'enginyer Josep Tulla Planellas. La primera dificultat va aparèixer a l'excavació, donat que al sector Nord-oest es va trobar una necròpoli Romano-Cristiana que endarreriria les obres. El 1928 el ministre d'Hisenda José Calvo Sotelo visitava Tarragona i, tot valorant la troballa, manava construir el Museu, el projecte del qual es deu a Llorenç Rosell i mossèn Serra i Vilaró, que n'esdevindria el primer director.
El mateix any 1923 es va produir una inundació a causa d'una crescuda del riu Francolí,i no seria fins al 1932 que, havent reparat la fàbrica, entraria en règim de producció. Durant els anys 1936-1939 es va traslladar maquinària i personal a Sabadell i Vic.
L'equip d'enginyers esmentat més amunt, dirigit per Francesc Bastos i Ansart, fou l'autor del projecte de la factoria, les obres de la qual va dirigir amb posterioritat el també enginyer Josep Tulla Planellas. La part constructiva corresponent a la façana que mira el riu es va encarregar a l'arquitecte Miquel Quesada i Navarro, amb la premissa que la decoració fos d'estil clàssic.
El mes de juliol del 2005 l'Ajuntament de Tarragona adquirí les instal·lacions de la Tabacalera, a la multinacional Altadis, que va romandre en funcionament fins al 2007. Dels usos inicialment previstos un era com a nova seu del Museu Nacional Arqueològic de Tarragona.
Amb les intervencions inicials de l'ajuntament l'any 2012 es van rehabilitar diversos espais del conjunt per a altres usos. S'hi van ubicar oficines i espais de formació d'alguns serveis municipals. També s'hi ubicaren sales d'assaig i gravació i una sala de concerts per a 500 persones.
El gener del 2016 es crea una plataforma ciutadana formada per associacions i persones individuals que proposava convertir el mòdul 6 de la fàbrica en un centre social autogestionat. El grup va ocupar simbòlicament l'espai durant dos dies realitzant activitats i denunciant el seu estat d'abandonament per part de l'administració municipal.
Al novembre de 2022 es va obrir un nou espai cultural al mòdul 6.